# إنجي بيرجيت هانسن
إنجي بيرجيت هانسن (بالدنماركية: Inge Birgit Hansen)‏ هي لاعبة كرة الريشة دنماركية، ولدت في 1927، وتوفيت في 20 نوفمبر 2009.